# Star Cinema
Star Cinema fue un canal de televisión por suscripción premium latinoamericano de origen estadounidense dedicado a transmitir películas y series de Latinoamérica y Europa. Formó parte del paquete de canales Star Premium.

## Historia
Star Cinema comenzó a emitir el 1 de abril de 2011 como CityMundo. El 1 de febrero de 2012 la señal fue renombrada como Moviecity Mundo, y el 3 de noviembre de 2014 es relanzado como Fox Cinéma tras la adquisición por Fox International Channels de LAPTV.
El 11 de marzo de 2017 tomó el nombre de Fox Premium Cinema.
Luego de la adquisición de 21st Century Fox por parte de Disney en 2019, y con tal de evitar relacionarla con la actual Fox Corporation, el 27 de noviembre de 2020 Disney anunció que los canales de Fox serían renombrados bajo el nombre Star, cuestión que se concretó el 22 de febrero de 2021. Así, Fox Premium Cinema fue renombrado como Star Cinema.
En la madrugada del 1 de febrero de 2022, Star Cinema finalizó sus emisiones junto con el resto de canales del grupo.

## Programación
Su programación estaba centrada en emitir películas de producciones independientes y también hechas en América Latina, Brasil, España, Francia, Italia, Portugal y Estados Unidos. 
Poseía solo 1 señal.